# Искра 122

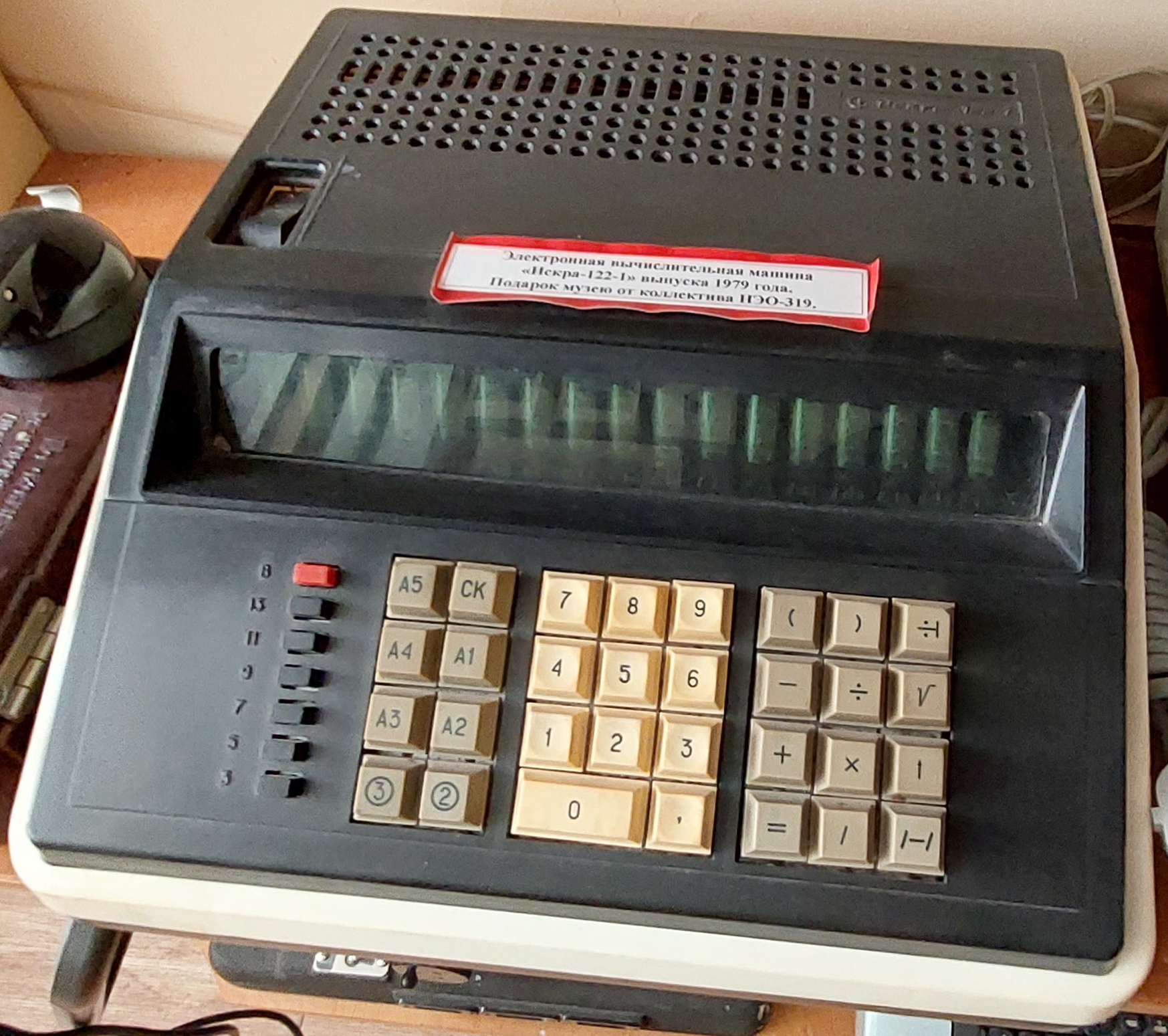
Искра-122-1

«Искра 122» — электронная клавишная вычислительная машина, разработанная в 1971 году.
Выполняет четыре арифметических действия, возведение в целую степень, извлечение квадратного корня, обратное деление, операции с константой, накопление, выделение целых и ряд других операций. Машина характеризуется использованием естественной математической записи арифметических выражений с автоматическим определением приоритета операций и имеет клавиши скобок.
Ранние выпуски машины имели интерфейс вывода результата на печатающее устройство ("цифропечать").
Машина оперирует с 16-разрядными числами с естественной запятой, имеется округление по количеству значащих цифр (7 положений переключателя).
«Искра-122» имеет 3 оперативных регистра, 5 регистров памяти (клавиши А1 — А5) и 3 регистра стека.
Время выполнения операций сложения и вычитания — не более 0,05 сек, умножения, деления и извлечения квадратного корня — 0,35 сек. Потребляемая мощность — 30 Вт, габариты — 395×370×110 мм, масса — 12 кг.
Конструктивно машина построена по функционально-блочному принципу. Блок логики состоит из 285 МОП-интегральных схем. Блок памяти выполнен на МЛЗ (магнитострикционных линиях задержки) крутильного типа и 12 МОП-интегральных сдвиговых регистрах. Индикация машины выполнена на лампах типа ИН-14, клавиатура на герметизированных контактах типа КЭМ-2.
Последующая модификация «Искра 122-1» имеет полностью пластмассовый корпус, газоразрядные лампы заменены на люминесцентные (ИВ-6), уменьшено количество плат за счет использования микросхем средней степени интеграции (серия К501). МЛЗ отсутствуют — память выполнена на микросхемах. Масса уменьшена до 6 кг.